# 浅茅湾

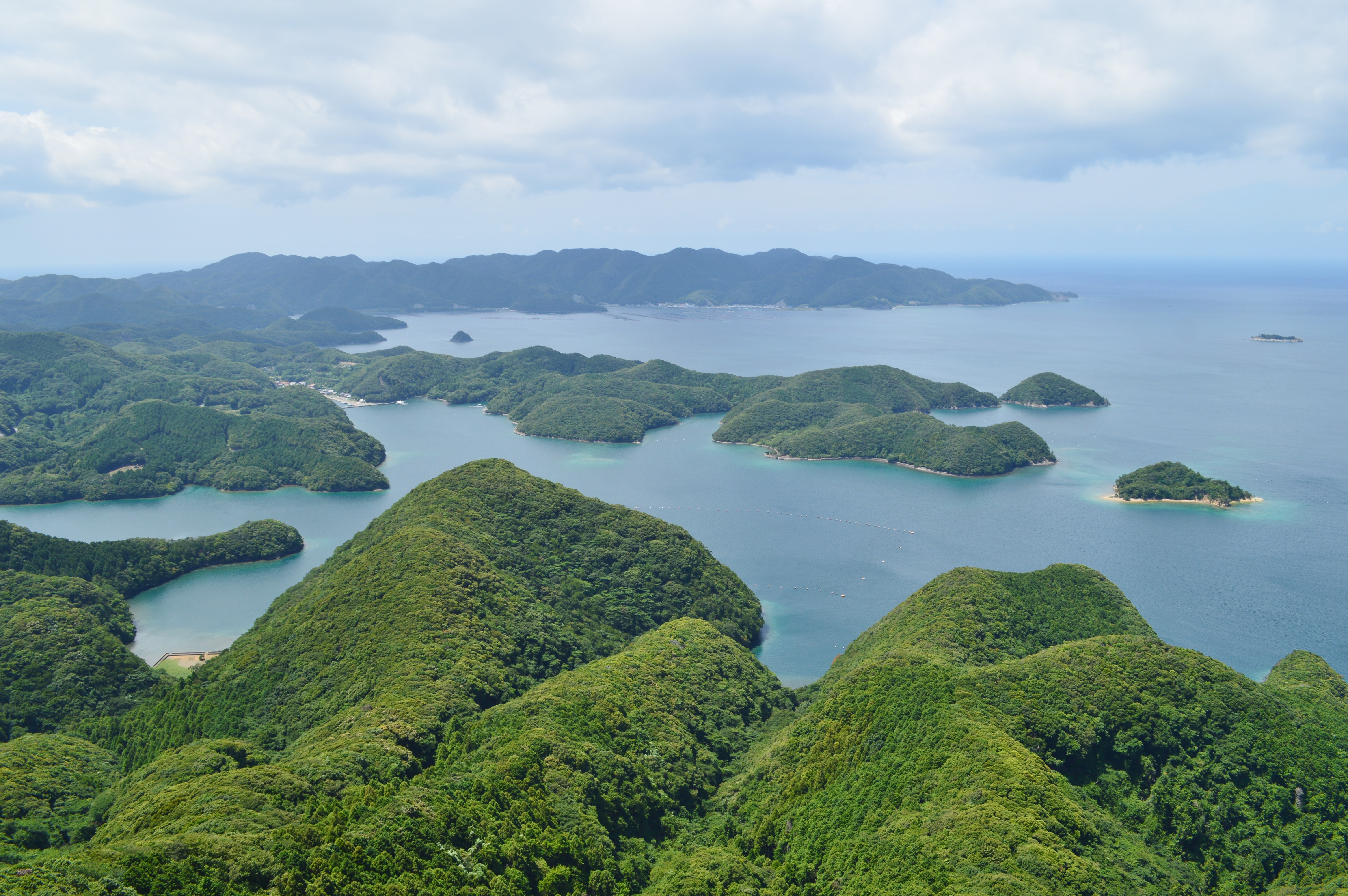
浅茅湾（城山山頂から望む）

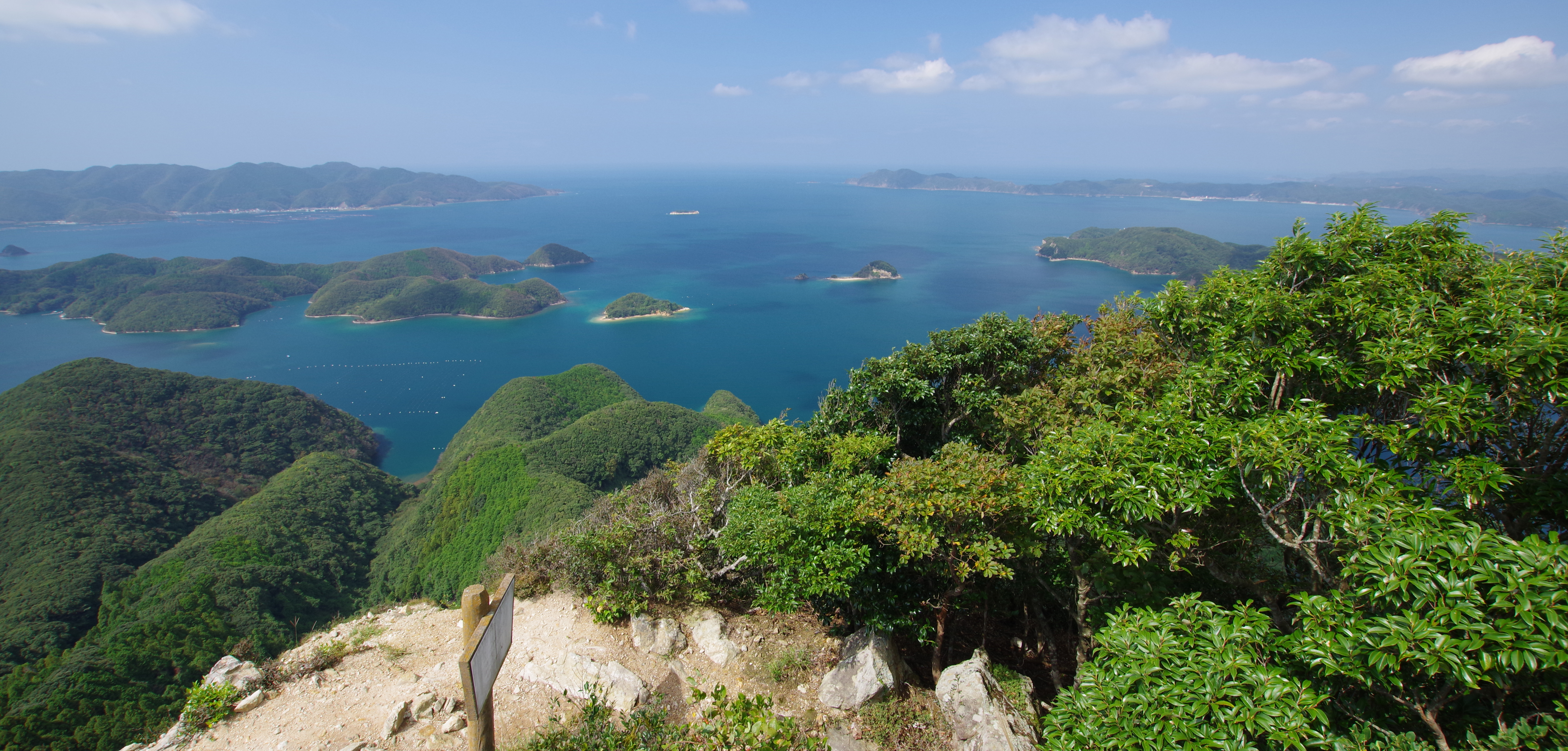
対馬の城山と浅茅湾の頂上

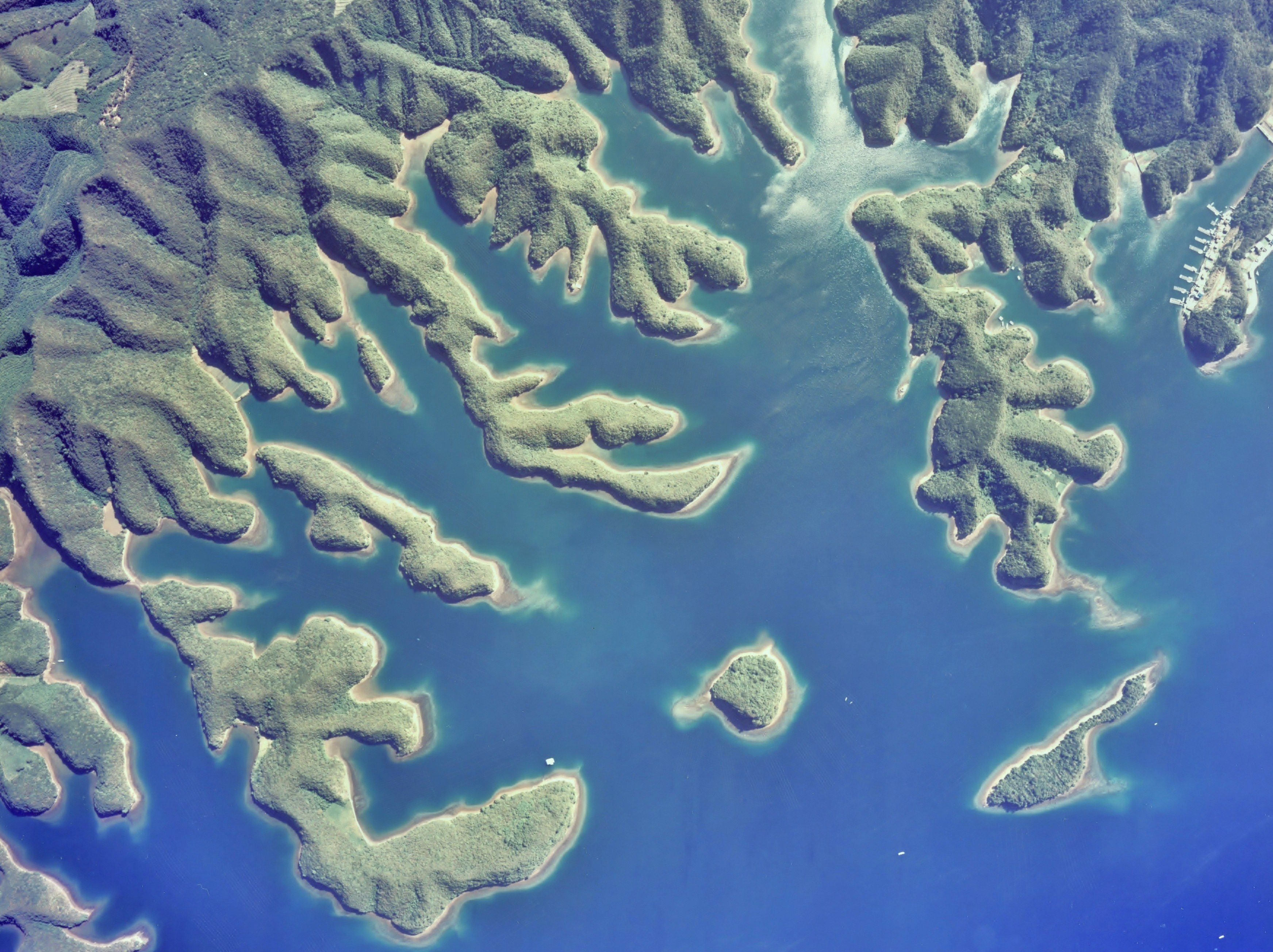
浅茅湾、大干切島付近の空中写真（1977年撮影）
谷が沈降してできた入り江である溺れ谷の様子が分かる。

浅茅湾周辺の空中写真。。2016年撮影の50枚を合成作成。

浅茅湾（あそうわん）は、日本国長崎県対馬市、対馬の上島と下島の間、西側にあるリアス式海岸に囲まれた湾である。浅海湾とも表記する。

## 地理
環境省が定める閉鎖性海域（88海域）の海域の範囲によると、浅茅湾は「長崎県下県郡美津島町万関橋、大船越橋、同郡豊玉町小松埼と同郡美津島町郷埼を結ぶ線及び陸岸により囲まれた海域」としている。なお、これらの下県郡各町は市町村合併により、現在は全て対馬市に属する。
対馬のほぼ中央に位置する。前述のように、沈降によってできたリアス式海岸が発達しており、多くの入り江と小島がある。特に湾の中央部にある島山島は対馬の属島の中でも最大の島である。湾口は西を向いており、大口瀬戸という。また、南東部には万関瀬戸と大船越瀬戸の二つの運河があり、それぞれ対馬東部海域に繋がっている。対馬島内の佐護川、仁田川、飼所川、三根川など主要な河川はすべて旧上県郡の西岸に注いでおり、この湾に注ぐ一級河川、二級河川はない。
湾内では真珠やブリなどの養殖漁業が行われている。特に真珠の養殖地として有名で、三重県五ヶ所湾で真珠養殖を営んでいた北村幸一郎が、御木本幸吉との特許裁判の条件として五ヶ所湾での養殖ができなくなり、対馬出身従業員の「アコヤ貝は故郷にもいた」という話を聞いて、1913年にやって来たのが始まりである  。2000年代前半頃からは対馬近海産のヨコワ（クロマグロの幼魚）を使ったクロマグロの蓄養も行われている。
また、浅茅湾では入江内奥部にあった干潟の多くが干拓されて海岸農地となっていた。対馬の伝統的干拓農地は、水田、海岸堤防、イビ（井樋、排水樋門）、潮留まり、水路で構成されている。1953年（昭和28年）に制定された離島振興法で農地海岸の基盤整備事業が進められたが、その後の人口減少や高齢化で多くの海岸農地は利用されなくなった。
浅茅湾周辺はその美しい景観から対馬の主要な観光地の一つである。対馬市が市営渡船を使った周遊観光船を運航しているほか、民間でも観光船を運航している業者がある。また、シーカヤックフィールドとしても適していて、2005年からは毎年「対馬シーカヤックマラソン」という全国大会が開催されている。
湾南部の黒瀬城山には飛鳥時代に作られた金田城跡がある。また、同じく湾南部の竹敷地区にはかつて日本海軍要港部がおかれ、浅茅湾沿岸の各所に基地防衛のための砲台が築かれた。現在、竹敷地区には海上自衛隊対馬防備隊が駐屯している。

## 周辺関連施設
- 万関橋
- 豊玉町郷土館
- 和多都美神社